# Aalborg Rugbyklub Lynet
Aalborg Rugbyklub Lynet er en dansk rugbyklub, der er hjemmehørende i Aalborg.
Klubben har vundet flere mesterskaber op igennem 1980'erne og 1990'erne.[kilde mangler]